# جورج دبليو. بيس
جورج دبليو. بيس (بالإنجليزية: George W. Pace)‏ هو كاتب أمريكي، ولد في 1929.